# Banco Intercontinental
La Banco Intercontinental (BanInter) est une ancienne banque de dépôt privée de République dominicaine, fondée en 1986 et disparue en 2003, après un scandale retentissant qui devait affaiblir l'économie du pays.

## Histoire
Fondée en 1986 par l'ancien ministre de l'Industrie dominicaine, Ramón Báez Romano, la Banco Intercontinental est basée à Saint-Domingue. L'un de ses fils, Ramón Báez Figueroa, en devient le principal gestionnaire en 1993. Son père et lui en contrôlent 80 % des parts. La banque est par la suite à la tête d'une holding appelée BanInter Group, qui possède la plupart des médias du pays,. 
La Banco Intercontinental devient la deuxième plus grande du pays : en 2001, elle déclare 1,53 milliard de dollars américains d'actifs.
Elle s'effondre le 15 mai 2003 à la suite de la découverte, dans ses bilans, d'une énorme fraude, liée à de la corruption et au blanchiment, impliquant de nombreuses personnalités politiques. Le montant de la fraude constatée, équivalant à plus de 2,2 milliards de dollars américains et à 12 % à 15 % du produit intérieur brut national dominicain et à 75 % du budget de l'État. La Banque centrale (Banco Central de la República Dominicana) est alors forcée de dévaluer le peso dominicain de 30 %, ce qui plonge le pays dans une récession. Le FMI accorde au pays une aide d'urgence de 600 millions de dollars américains,. Une grande partie des fonds détenus par la Banco Intercontinental était placée aux Îles Caïmans et au Panama.
Plus de cent personnes, issues des milieux politiques, religieux, industriels, sont arrêtées, dont l'économiste Luis Álvarez Renta (en). Le procès s'ouvre en avril 2006 et s'achève en septembre 2007. Ramón Báez Figueroa est condamné à 10 ans de prison et à une amende de 63 milliards de peso. Il fait appel, mais la peine est confirmée en février 2008 par la Cour suprême dominicaine.
Au cours du procès, les juges et les médias relèvent qu'en 14 ans, l'État dominicain et la Banque centrale se sont montrés incapables de détecter la moindre anomalie dans le fonctionnement de cette banque.